# Donald Cobden
Donald Gordon Cobden (Christchurch, 11 agosto 1914 – La Manica, 11 agosto 1940) è stato un rugbista a 15 e aviatore neozelandese, tre quarti ala della provincia di Canterbury; pilota nella RAF durante la seconda guerra mondiale morì in combattimento sulla Manica durante la battaglia d'Inghilterra.

## Biografia
Proveniente da Christchurch, Cobden rappresentò la provincia di Canterbury in cinque incontri in tre stagioni, due dei quali con la squadra cadetta.
Disputò un solo incontro tra gli All Blacks, il 14 agosto 1937 a Wellington contro il Sudafrica, vinto 13-7, che non portò a termine in quanto dovette uscire per infortunio dopo soli 25 minuti di gioco.
Nel 1938 lasciò la Nuova Zelanda per arruolarsi in Gran Bretagna nella Royal Air Force; fu inquadrato nel No.74 Squadron e durante la sua permanenza in Inghilterra giocò nella formazione del Catford Bridge (oggi Bromley RFC); fu invitato anche in quattro incontri dei Barbarians tra il 1939 e il 1940.
L'11 agosto 1940, giorno del suo ventiseiesimo compleanno, impegnato in pattugliamento sopra i cieli del canale della Manica durante la battaglia d'Inghilterra, ingaggiò insieme ad altri commilitoni un combattimento contro un gruppo di Messerschmitt Bf 110 della Luftwaffe e non fece più ritorno, venendo dichiarato disperso.
È sepolto al nuovo cimitero comunale di Ostenda (Belgio).